# Počítačová platforma
Počítačová platforma je v informatice počítačový systém zpravidla zahrnující hardware i software. Binární programy jsou vytvořené pro určitou platformu, takže na jiných platformách obecně nebudou fungovat (pokud není nainstalován software umožňující běh programů pro příslušnou platformu). Z hardwarové stránky definuje platformu zejména schopnost procesoru vykonávat určitou instrukční sadu, přítomnost některých periférií (např. disková jednotka, dotyková obrazovka, přijímač dálkového ovládání, hardware obchodní pokladny), rámcová velikost operační paměti, apod. Ze softwarové stránky platformu určuje použitý operační systém, knihovny, ale i běhové prostředí programovacích jazyků či kompletní framework (vývojová a běhová platforma).
V krajních případech může být platforma určena pouze hardwarem (v případě zařízení s procesorem bez operačního systému), nebo naopak téměř výhradně softwarem (především platformy tvořené interpretem určitého jazyka – např. javovského bajtkódu, dále různé softwarové emulátory, volněji i platformy tvořené virtuálním strojem se zanedbatelnou závislostí na hardwaru, jako je tomu u cloudových a kontejnerových řešení).
Poskytovatelé cloudových služeb mohou v rámci své nabídky poskytovat určité platformy, což se nazývá Platform as a service – PaaS.

## Hardware, operační systém a virtuální stroje
V kontextu počítačového hardwaru je platformou často míněna soustava komponentů, které dohromady tvoří počítač (často se používá v kontextu „program je napsán pro platformu …“). Čistě vzato, operační systém (nebo operační primitivum) je napsán přímo pro užívání určité platformy, avšak tento software je i sám o sobě platformou, protože umožňuje zprostředkovat používání platformy (hardware) ostatním programům. Proto může být operační systém použit např. jako virtuální stroj, který umožní spuštění programů napsaných pro jiné platformy.
Počítačovou hardwarovou platformou může být například:
- 8bitový počítač s procesorem s určitou instrukční sadou (například počítač s mikroprocesorem Z80 je schopen používat programy pro Intel 8080)
- IBM PC kompatibilní
  - 16bitový, 32bitový a 64bitový osobní počítač („PC“), běh systémů Microsoft Windows, Linux, MINIX, atd.
- Raspberry Pi
  - běh systémů Linux, Windows 10 IoT Core

## Softwarová platforma

### Java
Java programy jsou typickým příkladem významu platformy pro software, protože Java kód je při kompilaci nejdříve převeden do meziformátu (tzv. bytecode), který je dále interpretován a spojen s příslušnými Java knihovnami. Pro telefony, PDA a jiná mobilní zařízení se tyto knihovny nazývají Java ME. Většina telefonů umožňuje Java programům (Java hry) bezproblémové spuštění a chod. Java a bytecode jsou „nezávislé“ na platformě. To je proto, že Java je platforma ve významu programovacího jazyka. Software není schopen provozu bez příslušné platformy nebo být nezávislé na platformě.

### .NET
.NET je platforma vydaná jako reakce na platformu Java od Sunu.
Microsoft .NET je souhrnný název pro široké portfolio produktů a technologií od firmy Microsoft. Má mnoho společného s Microsoft .NET Framework (součástí OS Windows).
Microsoft produkty a součásti:
- The Microsoft .NET Framework, součást operačního systému potřebná pro mnoho .NET produktů.
- .NET Passport

### Počítačové programy
Platforma je definována jako „místo, kde se spouští software“. Dodavatel platformy poskytne softwarovému vývojáři logický kód, který bude pro danou platformu fungovat, dokud bude výroba rentabilní. Logický kód zahrnuje bajtový kód, zdrojový kód a strojový kód. Platformy jsou hojně zmiňovány hlavně v souvislosti s API. Také je často mezi platformu a operační systém mylně vkládáno rovnítko. Příklady, kdy tomu tak není jsou uvedeny výše: Java, .NET.

## Příklady
- Macintosh – macOS
- WIN32 (Wintel) – Intel x86, Windows
- Lintel – Intel x86, hardware a Linux
- x86 – UNIX (např. BSD)

### Platformy určené pro mobilní telefony
- Android
- BREW
- Firefox OS
- Helix
- Java ME, JavaFX Mobile
- Linux
- Palm OS
- Qtopia
- S60
- Symbian OS
- Tizen
- UIQ
- Windows Mobile